# SN 1992M
SN 1992M – supernowa typu Ia odkryta 25 lutego 1992 roku w galaktyce A071509+4525. W momencie odkrycia miała maksymalną jasność 18,00m.